# Angraecum cordemoyi
Angraecum cordemoyi är en orkidéart som beskrevs av Rudolf Schlechter. Angraecum cordemoyi ingår i släktet Angraecum och familjen orkidéer.
Artens utbredningsområde är Réunion. Inga underarter finns listade i Catalogue of Life.